# Lenguas celébicas
Las lenguas celébicas son un grupo propuesto de lenguas malayo-polinesias, pobremente justificado, que incluye lenguas habladas en la isla de Célebes. De formar un grupo filogenético válido sería el grupo lingüístico más grande de la isla de Célebes.

## Clasificación

### Lenguas del grupo
David Mead (2003a:125) clasifica las lenguas celébicas en cuatro grupos principales (algunos de ellos con subdivisiones).
- Kaili-Pamona
- Tomini-Tolitoli
- Wotu-Wolio
- Oriental
  - Saluano-Banggai
  - Suroriental
    - Bungku-Tolaki
    - Muna-Buton

### Relaciones con otras lenguas
Las lenguas de Célebes constituyen un conjunto muy diverso de lenguas. Las familias de lenguas gorontalo septentrional, sangíricas y minahasanas presentan el orden sintáctico conocodo como alineamiento austronesio común a las lenguas filipinas y las lenguas de Borneo y que ha sido reconstruido como el orden básico para el proto-malayo-polinesio.
Las lenguas del centro y sur de la isla han perdido este alineamiento. Wouk y Ross (2002) argumentan a partir de esto que Célebes fue el centro de dispersión para un grupo de lenguas que comparte esta pérdida, que ellos denominan malayo-polinesio nuclear. Estos autores dejan al gorontalo, el sangírico y el minahasano fuera de este grupo nuclear, y mantienen a las otras subfamilias de lenguas de Célebes como rama primaria del malayo-polinesio nuclear. Adelaar y Himmelmann (2005) van más allá y clasifican al gorontalo, el sangírico y el minahasano como lenguas filipinas, con el gorontalo en una rama "filipina central mayor" junto con el Tagálog.